# 納尼亞傳奇中的魔法物品列表

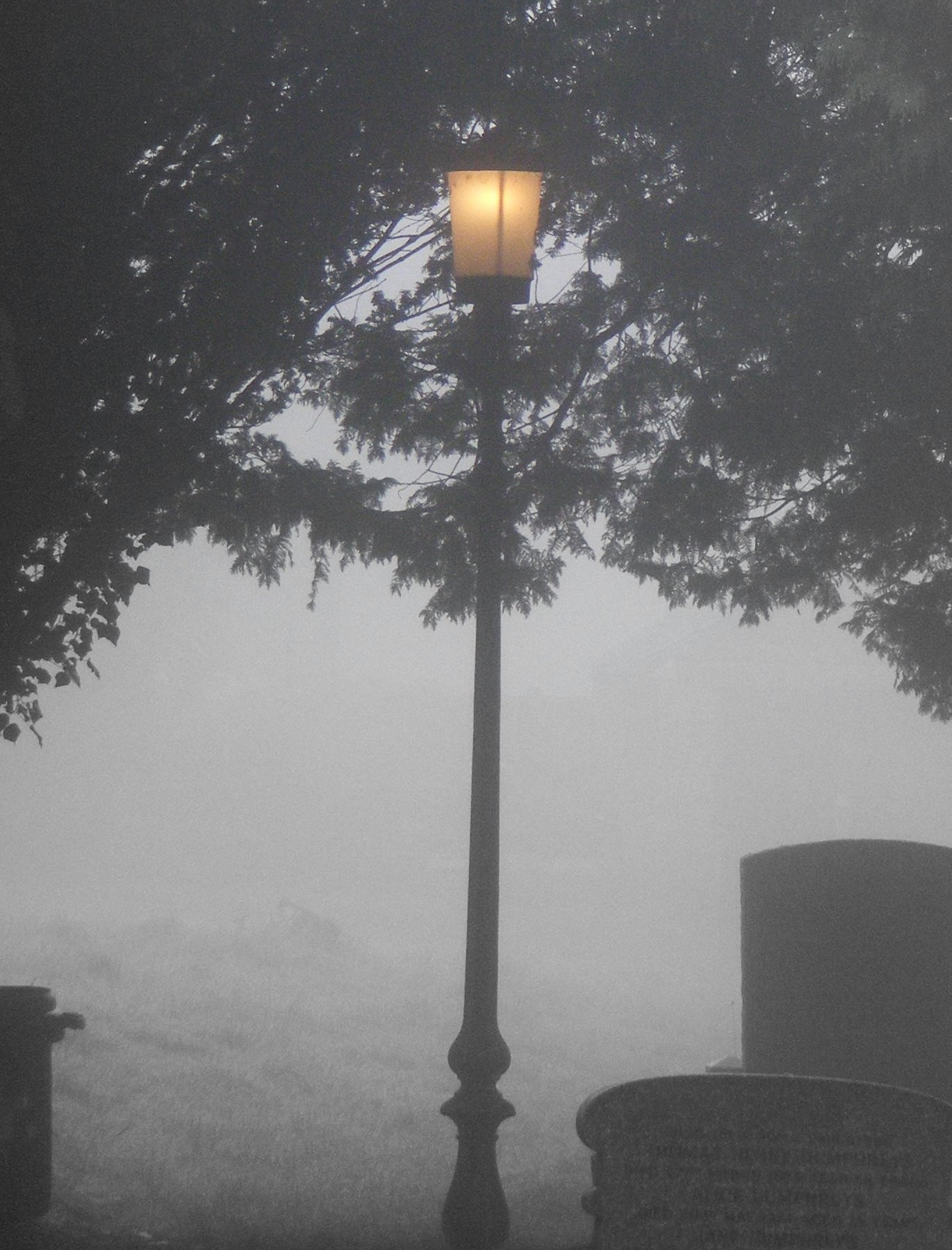
路燈柱。

在英國作家C·S·路易斯的《納尼亞傳奇》系列故事裡的奇幻世界納尼亞有著不少具有魔法的物品或武器，本條目即列出其中值得注意的魔法物品。

## 物品

### 綠色和黃色的戒指
綠色和黃色的戒指是一種魔法戒指，被夢想成為魔法師的安德魯·凱特里製造出來。多年前，安德魯的教母老李菲太太於臨終前把一個裝有神秘粉塵的盒子交給他，要求將它銷毀，然而安德魯卻沒照作，而且還打探出粉塵的來歷，得知粉塵來自於古老的亞特蘭蒂斯，是「我們的世界剛誕生時，從另一個世界帶回來的東西」。他透過自己的魔法知識用粉塵製造出兩種不同的魔法戒指：綠戒指和黃戒指。《魔法師的外甥》裡，安德魯伺機施展陰謀詭計，拿外甥狄哥里·寇克和鄰家女孩波莉·普朗摩作為實驗對象，讓他們去觸碰黃戒指，狄哥里和波莉兩人被黃戒指傳送到「界中林」內，隨後發現：製造綠色和黃色的戒指的材料都來自於界中林，黃戒指實際上的功用是把人帶到界中林內，而綠戒指則是把人帶離界中林、到另一個世界裡去。狄哥里和波莉透過這兩枚戒指進入查恩世界，但在返回時不慎將女巫賈迪絲帶到倫敦；之後狄哥里又用這兩枚戒指將波莉、賈迪絲、安德魯舅舅和馬車夫法蘭克輾轉帶到納尼亞世界裡。在從納尼亞歸來後，狄哥里和波莉秘密將所有安德魯舅舅造出的魔法戒指都埋在凱特里家的院子內。《最後的戰役》裡，由於成年的狄哥里·寇克和其他曾到過納尼亞的孩子都急著設法回去幫助納尼亞，彼得和愛德蒙·佩文西兩人負責去凱特里家挖出埋在那的魔法戒指；但後來大家在會合前都死於火車事故，而終究沒用得到這些魔法戒指。

### 金鐘
金鐘位在查恩世界的宮殿內，上面刻有警語。在《魔法師的外甥》裡，狄哥里受到好奇心驅使，不顧波莉的勸阻，用一旁的小金槌敲響了金鐘，金鐘隨即發出一種「甜美的音符」，在幾分鐘之內從小聲變得非常響亮，甚至房間內四分之一的屋頂都被其震垮。在音符停止後，女巫賈迪絲便從沉睡中被喚醒。

### 魔衣櫥

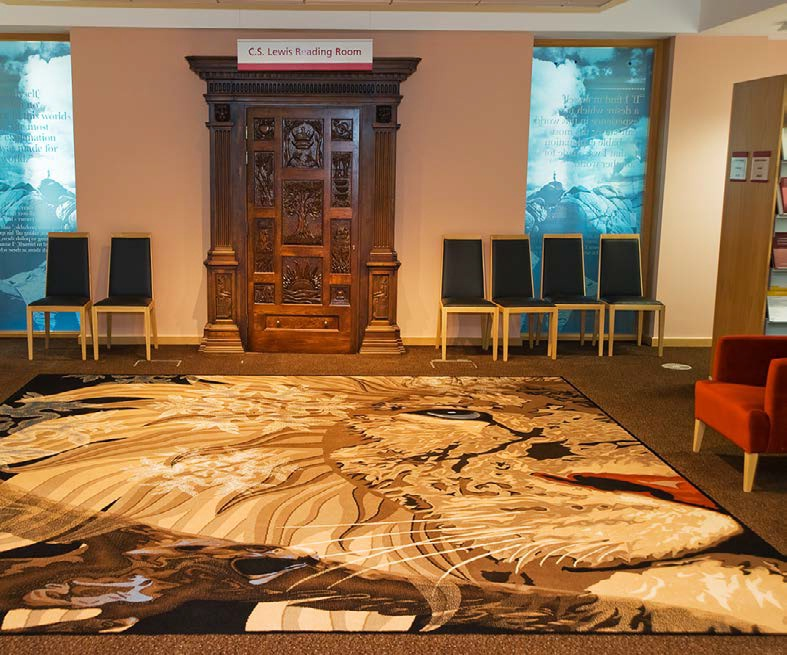
Glucksman圖書館C·S·路易斯閱覽室內的衣櫥，其外觀為仿製2005年電影裡的衣櫥。

衣櫥是從人類世界通向納尼亞的通道之一，在《魔法師的外甥》裡，狄哥里·寇克用來自納尼亞的蘋果種子在自家院子裡種下，長成大樹，後被颱風吹倒，狄哥里便將利用其木材作成了這座衣櫥，放置在他鄉下的住宅中。《獅子·女巫·魔衣櫥》裡，佩文西四兄妹運用這座衣櫥穿越到納尼亞，歷經了諸多冒險。
關於這座魔衣櫥外觀究竟是什麼樣子仍存在著意見分歧，原著裡描述這座魔衣櫥的門上鑲有大鏡子。在作者路易斯童年時居住的老家「小草原」內有一座其曾祖父親手製作的家傳衣櫥，小路易斯和哥哥、表妹常在衣櫥內玩耍，此座衣櫥多被認為是納尼亞魔衣櫥的靈感來源，1988年BBC電視劇《獅子·女巫·魔衣櫥》裡的魔衣櫥外貌也是按照這座家傳衣櫥來設計的。而在波琳·拜恩斯為《獅子·女巫·魔衣櫥》原書繪製的插圖裡，魔衣櫥極為樸實；2005年迪士尼電影《納尼亞傳奇：獅子·女巫·魔衣櫥》裡的魔衣櫥則較為豪華，門上有《魔法師的外甥》故事情節的雕刻。《走進魔衣櫥：路易斯與納尼亞的閱讀地圖》一書作者幸佳慧認為應以貝爾法斯特的魔衣櫥雕塑最為接近原著描述。

### 白女巫的魔杖
魔杖是《獅子·女巫·魔衣櫥》裡白女巫賈迪絲的主要武器，她運用這根魔杖將許多人變成石頭。貝路納之役當中，白女巫用魔杖作戰，把許多對手石化，直到愛德蒙當機立斷，衝上前將魔杖砍斷，才避免了更多亞斯藍的軍隊受害。
在1988年的BBC電視劇裡，魔杖被砍斷後，白女巫用其尖端刺傷了愛德蒙。
在2005年電影《納尼亞傳奇：獅子·女巫·魔衣櫥》裡，愛德蒙在砍斷魔杖時的瞬間發出一道刺眼的藍光。該片的續集《納尼亞傳奇：賈斯潘王子》裡，這根破損的魔杖再度出現，黑矮人尼卡不里與他結識的一個老巫婆修復了魔杖，並利用它製造一堵冰牆試圖復活白女巫。

### 白女巫的石刀
《獅子·女巫·魔衣櫥》裡，白女巫在石桌上用一把石刀殺死了亞斯藍。在隨後的貝路納之役中，白女巫一當魔杖被打破後，她隨即改用這把石刀作為武器，與彼得決鬥。《黎明行者號》裡，這把石刀被放置在拉曼杜島的亞斯藍餐桌上，在世界運行的同時用來「維持榮譽」。當來自納尼亞的三位坦摩勳爵登上島後，發生爭執，其中一人觸碰了石刀，在魔力作用下使三人都陷入沉睡。

### 雷動
雷動（Rhindon）是彼得·佩文西使用的寶劍，為《獅子·女巫·魔衣櫥》裡耶誕老人賜給彼得、蘇珊和露西等人的禮物之一，劍柄是用黃金打造，彼得用這把劍殺死了白女巫的秘密警察隊長毛格林。《賈斯潘王子》裡，彼得從凱爾帕拉瓦宮的寶庫內重新取出雷動時，發現它歷經幾百年一點都沒生鏽。
在電影《納尼亞傳奇：獅子·女巫·魔衣櫥》裡，雷動的劍柄上有一個象徵亞斯藍的獅子頭。《納尼亞傳奇：賈斯潘王子》裡，彼得最後將這把寶劍送給了賈思潘王子。在《納尼亞傳奇：黎明行者號》的結尾，雷動由愛德蒙使用，且跟七劍一樣都會發出藍色光芒。

### 蘇珊的魔法號角
這支魔法號角是《獅子·女巫·魔衣櫥》裡耶誕老人賜給蘇珊·佩文西的禮物之一，材質是用象牙製造的。耶誕老人說不論身在何處，只要一吹號角便會有人來救援；蘇珊第一次使用它是在被毛格林攻擊的時候，她的兄長彼得隨即趕來救援。這本書的結尾，蘇珊在燈野失去了號角。《賈斯潘王子》裡，柯內留斯博士費盡心力才尋獲這把號角，他將其送給了學生賈斯潘王子；賈斯潘王子逃離了他叔叔米拉茲的掌控，招集古納尼亞人的軍隊舉事，他決定吹響號角以招喚可能的援軍，果不其然，佩文西家四兄妹在火車站時受到魔法號角的招喚穿越到納尼亞。該書結尾，蘇珊在離開納尼亞時將號角送給了賈斯潘王子。《黎明行者號》裡，當賈斯潘不在納尼亞境內的時候，魔法號角便會留給攝政王川卜金鎮國。

### 露西的果露
《獅子·女巫·魔衣櫥》裡，耶誕老人送給露西·佩文西一瓶果露，是「用生長在太陽山脈中的火焰花汁液所調製而成」的，只要運用幾滴就可以讓受傷者迅速痊癒。貝路納之役結束後，露西用果露治癒了愛德蒙與其他受傷的亞斯藍軍隊士兵。《賈斯潘王子》裡，露西用果露治癒了受傷的古納尼亞人軍隊成員，包括老鼠老脾氣，不過果露並不能讓牠斷掉的尾巴再長出來。

### 魔法書
魔法書（The Book of Incantations）是《黎明行者號》裡聲音之島上魔法師柯瑞金所擁有的一本書，裡面記述了各種魔法符咒，擺在他屋子二樓的一間大房間內。書裡的咒語只有柯瑞金本人或是小女孩讀過才會發生作用。整本書都是用手寫的，沒有目錄和標題。露西在翻閱它時發現這本書只能一直往下讀，不能翻回去之前讀過的書頁。
在電影《納尼亞傳奇：黎明行者號》裡，最初這本書的封面只有一些雜亂的字母，當露西吹一口氣後，這些字母便自動組成其標題「The Book of Incantations」；露西在翻書過程中還念出了一段飄起飛雪的咒語。

### 七劍
七劍（Seven Swords）僅在《納尼亞傳奇系列電影》的《納尼亞傳奇：黎明行者號》裡出現，路易斯的原著裡並無此元素。在這部電影裡，這七把寶劍傳說是由亞斯藍創造，後被坦摩人找到，由賈斯潘九世（賈斯潘王子之父）交給他信任的七位坦摩勳爵持有。七劍也是擊敗邪惡的關鍵，柯瑞金指示它們必須要一起放在亞斯藍的餐桌上，因而愛德蒙、露西、賈斯潘與黎明行者號船員必須出航尋找七位勳爵與他們各自的寶劍，以拯救納尼亞、防止白女巫回歸。

### 銀椅
銀椅（Silver Chair）是位於下界裡的一張銀色椅子，《銀椅》裡，女巫綠衣女士為了加深對瑞里安王子的魔法控制，每晚都會把他綁在銀椅上一小時，如此持續有十年之久。直到後來，尤斯提、姬兒與沼澤人泥桿兒來到下界為瑞里安鬆綁，瑞里安便立即拿起劍將銀椅破壞，解除了女巫控制他的魔咒。

## 其他地標設置

### 路燈柱
路燈柱位於納尼亞西北方的燈野內，《魔法師的外甥》裡，這個路燈柱起源於納尼亞創世的第一天，當時白女巫丟棄了她從倫敦路燈柱扯下來的一根鐵桿，亞斯藍透過歌聲創造了納尼亞的生物，鐵桿在歌聲影響下迅速長成為路燈柱，它在完全缺乏燃料的情況下可繼續燃燒照明。《獅子·女巫·魔衣櫥》裡，剛從魔衣櫥進入納尼亞的露西在路燈柱下遇見了人羊吐納思先生。
電影《納尼亞傳奇：獅子·女巫·魔衣櫥》裡，路燈柱的底部像樹一樣，有鐵製的根，這代表了它是生長出來的。

### 石桌
石桌（Stone Table）是位在納尼亞的一張石桌，上面刻有神祕的符文。《獅子·女巫·魔衣櫥》裡，白女巫試圖用遠古祕法來要脅亞斯藍交出愛德蒙，並說她擁有處置每一個叛徒的權力，亞斯藍便選擇自我犧牲，白女巫和她的軍隊把亞斯藍綑綁在石桌上，用石刀將其殺害。蘇珊和露西在為亞斯藍哀悼時，忽然石桌崩裂，亞斯藍復活，並說如果有一無辜者自願為叛徒犧牲的話，那麼石桌便會破裂、死者也將復活。《賈斯潘王子》裡，原來的石桌之處歷經幾百年變成了一座土丘，石桌的殘片（被形容為非常神奇的石頭）仍位於土丘中央的洞穴內。

### 亞斯藍餐桌
亞斯藍的餐桌（Aslan's Table）是《黎明行者號》裡拉曼杜島上的一張長桌，上面擺滿各種豐盛的食物，在餐桌一端放著石刀。這個桌子是在亞斯藍的命令下設置的，它是世界盡頭的起始。每日早晨太陽鳥都會來吃光食物，一到晚上餐桌又會自動補充食物。三位坦摩勳爵來到島後在餐桌旁發生了爭執，後因觸摸石刀而都昏睡過去。當賈斯潘國王與黎明行者號的船員抵達島後，從拉曼杜口中得知打破這個沉睡魔咒的唯一方法便是航行到世界盡頭，然後在那裡留下一人再返航回來。黎明行者號的船員作到了這一點，讓老脾氣一路航向東方。